# اروتیک (فیلم)
اِروتیک (انگلیسی: Erotique) یک فیلم آنتولوژی درام آلمانی-آمریکایی است که در سال ۱۹۹۴ منتشر شد. این فیلم در ۴ اپیزود ساخته شد، اما در نهایت تنها در سه قسمت منتشر شد و قسمت چهارم با نام «تماس نهایی» که توسط «آنا ماریا ماگالیاینس» برزیلی، ساخته شد، از قسمت نهایی حذف شد، و تنها در نسخه‌های ویدیویی خانگی منتشر شد. رتبه این فیلم در وبگاه راتن تومیتوز صفر درصد است و انترتینمنت ویکلی هم به آن (C) داد.

## گزیدهٔ بازیگران
- برایان کرانستون
- وید دومینگز
- پریسیلا بارنز
- کامیلا سوبرگ
- پیتر کرن
- ماریانه زگبرشت